# Miłomłyn (gromada)
Miłomłyn – dawna gromada, czyli najmniejsza jednostka podziału terytorialnego Polskiej Rzeczypospolitej Ludowej w latach 1954–1972.
Gromady, z gromadzkimi radami narodowymi (GRN) jako organami władzy najniższego stopnia na wsi, funkcjonowały od reformy reorganizującej administrację wiejską przeprowadzonej jesienią 1954 do momentu ich zniesienia z dniem 1 stycznia 1973, tym samym wypierając organizację gminną w latach 1954–1972.
Gromadę Miłomłyn z siedzibą GRN w Miłomłynie (wówczas wsi) utworzono – jako jedną z 8759 gromad na obszarze Polski – w powiecie ostródzkim w woj. olsztyńskim na mocy uchwały nr 22 WRN w Olsztynie z dnia 4 października 1954. W skład jednostki weszły obszary dotychczasowych gromad Miłomłyn i Tarda, ponadto miejscowość Majdany Małe z dotychczasowej gromady Majdany Wielkie oraz miejscowość Kukła z dotychczasowej gromady Dębinka, ze zniesionej gminy Miłomłyn, a także miejscowości Faltyjanki i Piławki z dotychczasowej gromady Warlity Wielkie ze zniesionej gminy Ostróda – w tymże powiecie. Dla gromady ustalono 15 członków gromadzkiej rady narodowej.
1 stycznia 1960 do gromady Miłomłyn włączono obszar zniesionej gromady Bynowo w tymże powiecie.
31 grudnia 1961 do gromady Miłomłyn włączono wsie Liwa, Glimy, Lubień, Wielimowo i Zalewo oraz PGR Rogowo ze zniesionej gromady Liwa w tymże powiecie.
1 stycznia 1969 z gromady Miłomłyn wyłączono część obszaru lasów państwowych Nadleśnictwa Tarda (5 ha), włączając ją do gromady Słonecznik w powiecie morąskim w tymże województwie; do gromady Miłomłyn z gromady Słonecznik włączono natomiast część jeziora Tarda (6 ha).
Gromada przetrwała do końca 1972 roku, czyli do kolejnej reformy gminnej. 1 stycznia 1973 w powiecie ostródzkim reaktywowano gminę Miłomłyn.